# Vierverlaten
Vierverlaten is een gehucht met 135 inwoners ten westen van Hoogkerk in de gemeente Groningen, in de Nederlandse provincie Groningen.
Het plaatsje is gelegen op de plek waar het Hoendiep de scheiding vormt met het zuidelijke Koningsdiep en het noordelijke Aduarderdiep.
De naam verwijst naar de vier (dat wil zeggen twee paar) sluisdeuren van het verlaat (= schutsluis) in het Hoendiep aan de westzijde van het Koningsdiep en niet, zoals wel wordt gedacht, naar vier verschillende sluizen die hier zouden hebben gelegen. Het is ook wat onwaarschijnlijk dat er in alle vier armen van het kruispunt van kanalen een sluis heeft gelegen. Eén of twee is feitelijk genoeg, en het water dat via het Koningsdiep vanuit Drenthe kwam moest ongehinderd kunnen doorstromen.
Dat er naast een sluis met de naam Pannekoeksverlaat een tweede sluis heeft gelegen, bewijst de naam Kinderverlaat, die overgegaan is op een brug over het Aduarderdiep. Deze sluis lag eveneens in het Hoendiep en wel aan de oostzijde van het Aduarderdiep. Van sluizen op de plek is nu niets meer terug te vinden.
Ten noorden van het gehucht ligt de Zuidwendinger Molen, een poldermolen uit 1819.
In april 2017 is ten noorden van het dorp een coöperatief zonnepark gerealiseerd met 7.777 zonnepanelen. Bij opening was dit het grootste zonnepark van de stad Groningen, wat zo bleef tot de opening van zonnepark Woldjerspoor in september 2017.

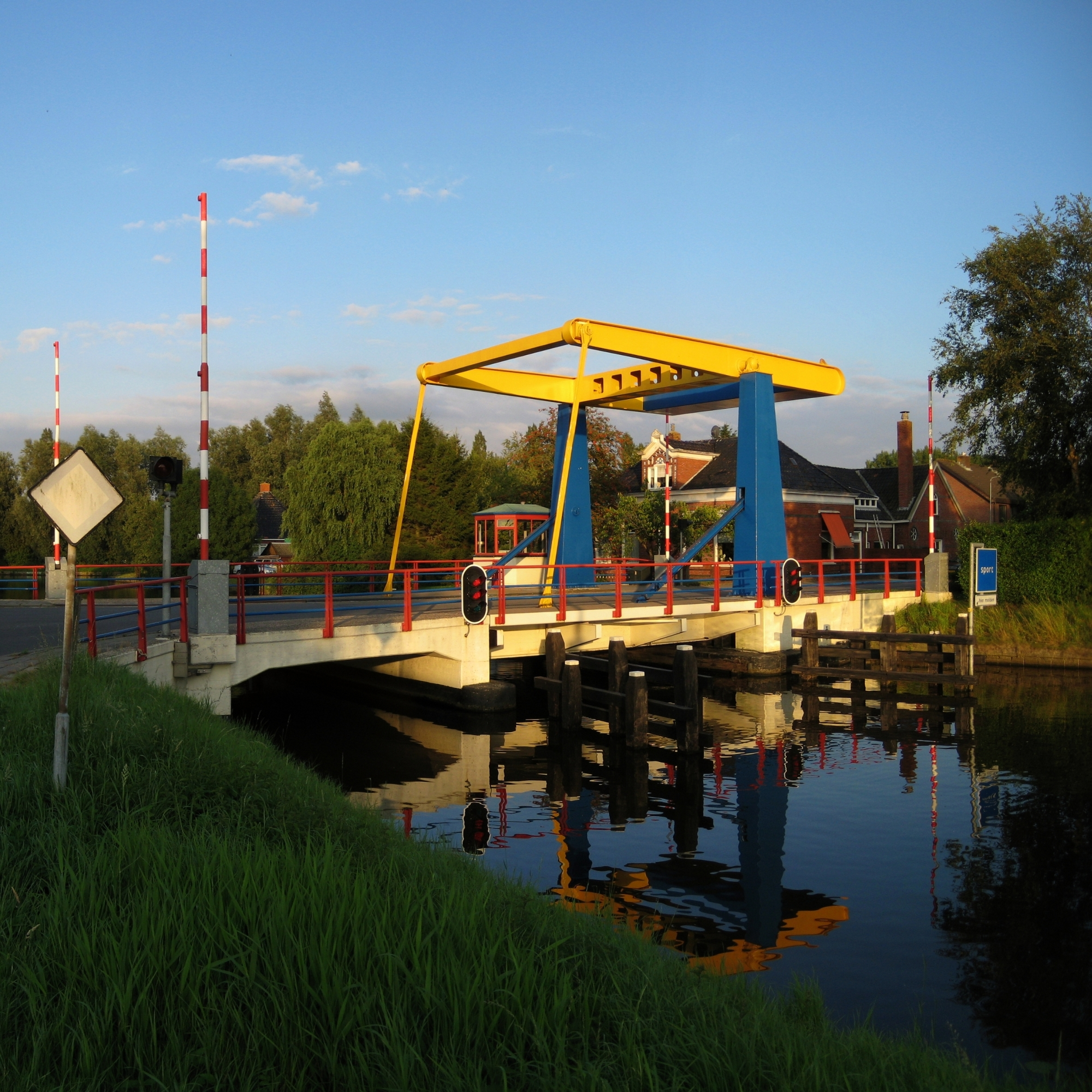
Vierverlaten, brug over het Hoendiep (2009)

Stad: Groningen

Dorpen: Garmerwolde · Glimmen · Haren · Harkstede (deels) · Lageland · Lellens · Meerstad · Noordlaren · Onnen · Sint-Annen · Ten Boer · Ten Post · Thesinge · Winneweer · Woltersum

Buurtschappen: Achter-Thesinge · Boltklap · Bouwerschap · Bovenrijge · Dilgt · Dorkwerd · Engelbert · Emmerwolde · Essen · Euvelgunne · Felland · Harendermolen · Hemert · Hemmen · Hoogkerk · Leegkerk · Hoornsedijk · Klein Harkstede · Kröddeburen · Lageweg · Lutjewolde · Middelbert · Noorddijk · Noorderhoogebrug · Oosterdijkshorn · Oosterhoogebrug · Oude Roodehaan · Paterswolde (deels) · Ruischerbrug · Roodehaan · Slaperstil · Steerwolde · Vierverlaten · Wittewierum · Zevenhuisjes

Provincie Groningen: Steden en dorpen      Nederland: Provincies · Gemeenten